# White Aryan Resistance
White Aryan Resistance (WAR) (pol. „Opór Białych Aryjczyków”) – organizacja białych supremacjonistów kierowana przez Toma Metzgera, mająca siedzibę w Kalifornii. Powstała w 1980 roku pod nazwą Stowarzyszenie Polityczne Białych Amerykanów. Późniejsza nazwa organizacji pojawiła się w roku 1983.
W przeciwieństwie do wielu innych organizacji supremacjonistycznych, White Aryan Resistance nie identyfikuje się jako chrześcijańska, potępiając chrześcijaństwo jako formę judaizmu.
Grupa zbankrutowała ekonomicznie wskutek procesu cywilnego wytoczonego w związku z jej udziałem w gwałtownej śmierci Mulugeta Serawa, etiopskiego studenta, który przyjechał do Stanów Zjednoczonych, aby studiować w koledżu, i który został zamordowany przez WAR (sprawcy zostali potem skazani na więzienie). Morris Dees i organizacja Southern Poverty Law Center wytoczyli proces cywilny przeciwko Metzgerowi, argumentując, że WAR wpłynęła swoją ideologią na morderców Serawa (grupę East Side White Pride), zachęcając ich do popełnienia zbrodni. Sąd przysięgłych zasądził najwyższe w historii stanu Oregon odszkodowanie w wysokości 12,5 mln dolarów, które praktycznie zrujnowało to ugrupowanie.